# Ономарх
Ономарх (*Ονομαρχος, д/н —352 до н. е.) — політичний та військовий діяч давньої Фокіди, стратег-автократ Фокідського союзу у 354–352 роках до н. е.

## Життєпис
Походив з заможної аристократичної родини Фокіди. Про молоді роки замало відомостей. Брав участь у походах свого брата Філомела. Після загибелі останнього у 354 році до н. е. стає стратегом-автократом Фокідського союзу. Тоді ж призначив своїм співправителем брата Фаїла. У внутрішній та зовнішній політиці продовжив дії брата Філомела. Продожував знищувати позиційних аристократів, конфісковуючи їх майно, та вів війну проти амфіктіонів. Уклав союзи зі Спартою та фессалійськими тиранами, зокрема Лікофроном II Ферським. Після цього з успіхом діяв у Локриді та Дориді, після цього вдерся до Беотії, де захопив Орхомен, але не зумів взяти м. Херонею.
У 353 році до н. е. відправив на допомогу Лікрофрону II, який потерпав від війська  Філіппа II, царя Македонії, брата Фаїла. Втім той зазнав поразки. Тоді Ономарх власно рушив проти македонян. У двох битвах завдав їм поразки, встановивши фактичний контроль над більшою частиною Фессалії. Того ж року переміг беотійців, зайнявши місто Коронею, Корсій, Тілфоссей.
У 352 році до н. е. розпочалася нова війна з Македонією. Вирішальна битва відбулася на Крокусовому полі у Фессалії, де Ономарх зазнав поразки. Незабаром після цього він загинув. Владу перебрав його брат Фаїл.